# ليو فريدمان
ليو فريدمان (بالإنجليزية: Leo Friedman)‏ هو ملحن وكاتب أغاني أمريكي، ولد في 16 يوليو 1869، وتوفي في 7 مارس 1927.

## وصلات خارجية
- ليو فريدمان على موقع IMDb (الإنجليزية)
- ليو فريدمان على موقع ميوزك برينز (الإنجليزية)
- ليو فريدمان على موقع أول ميوزيك (الإنجليزية)
- ليو فريدمان على موقع ديسكوغز (الإنجليزية)